# 德苴乡
德苴乡，是中华人民共和国云南省大理白族自治州弥渡县下辖的一个乡镇级行政单位。

## 行政区划
德苴乡下辖以下地区：
德苴村、团山村、小里村、塘子村、岔河村、多依村、新和村、邑郎村、金星村、青云村、青丰村、太平村和李丰村。